# Leichtathletik-Weltmeisterschaften 1987/50 km Gehen der Männer

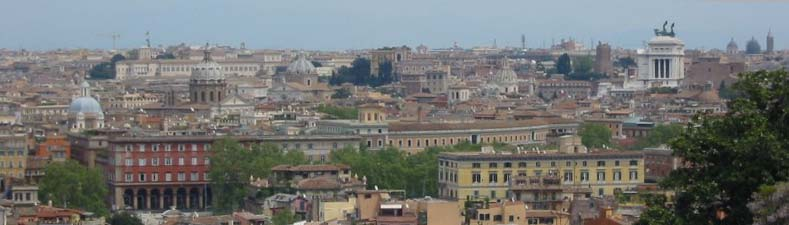
Panoramablick auf die Stadt Rom im Jahr 2004

Das 50-km-Gehen der Männer bei den Leichtathletik-Weltmeisterschaften 1987 wurde am 5. September 1987 in den Straßen von Rom ausgetragen.
In diesem Wettbewerb errangen die Geher aus der DDR einen Doppelsieg. Weltmeister wurde der Olympiasieger von 1980 und amtierende Europameister Hartwig Gauder. Er gewann vor dem Titelverteidiger und Inhaber der Weltbestzeit Ronald Weigel. Bronze ging an den Vizeeuropameister von 1986 Wjatscheslaw Iwanenko aus der Sowjetunion.

## Rekorde/Bestleistungen

### Bestehende Bestmarken
| Weltbestzeit             | 3:38:17 h | Ronald Weigel | Potsdam, DDR (heute Deutschland) | 25. Mai 1986    |
| Weltmeisterschaftsrekord | 3:43:08 h | Ronald Weigel | WM 1983 in Helsinki, Finnland    | 12. August 1983 |

Anmerkung:
Rekorde wurden damals im Marathonlauf und Straßengehen wegen der unterschiedlichen Streckenbeschaffenheiten mit Ausnahme von Meisterschaftsrekorden nicht geführt.

### Rekordverbesserung
Weltmeister Hartwig Gauder aus der DDR verbesserte den bestehenden WM-Rekord am 5. September um 2:15 Minuten auf 3:40:53 h.

## Durchführung
Hier gab es keine Vorrunde, alle 37 Geher traten gemeinsam zum Finale an.

## Ergebnis

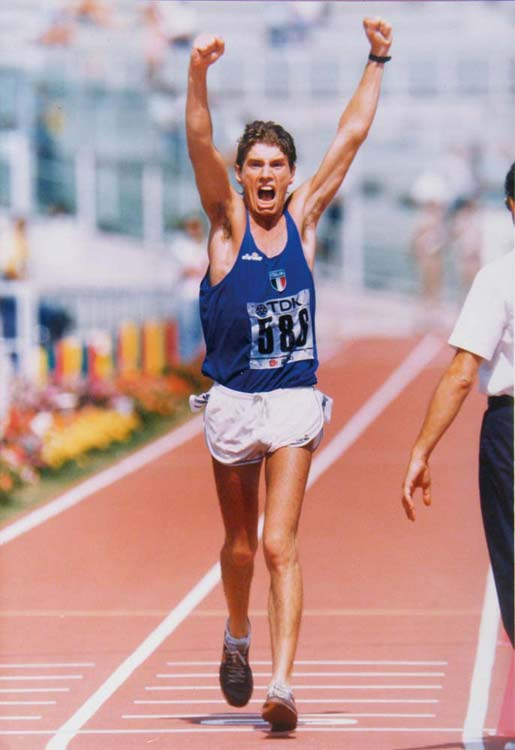
Der viertplatzierte Raffaello Ducceschi

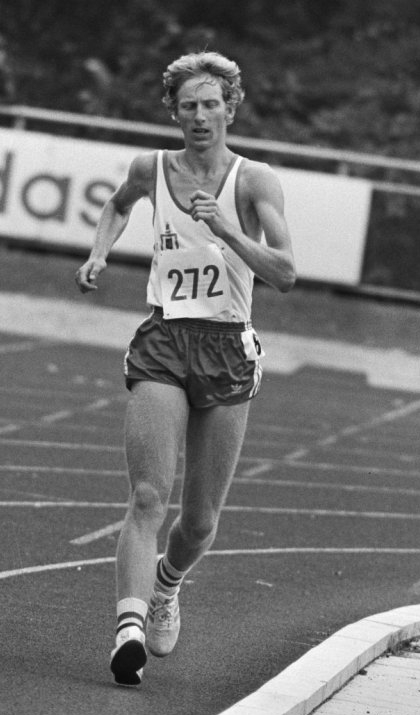
Jan Cortenbach – Rang zwanzig

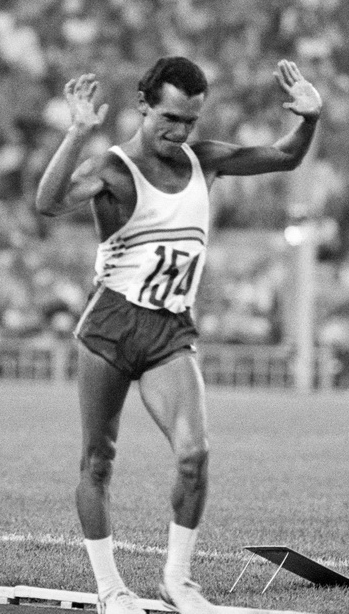
Jorge Llopart, 1980 Olympiazweiter und 1978 Europameister, wurde disqualifiziert

5. September 1987
| Platz | Name                    | Nation           | Zeit (h)   |
| ----- | ----------------------- | ---------------- | ---------- |
| 1     | Hartwig Gauder          | DDR              | 3:40:53 CR |
| 2     | Ronald Weigel           | DDR              | 3:41:30    |
| 3     | Wjatscheslaw Iwanenko   | Sowjetunion      | 3:44:02    |
| 4     | Raffaello Ducceschi     | Italien          | 3:47:49    |
| 5     | Martín Bermúdez         | Mexiko           | 3:48:27    |
| 6     | Sandro Bellucci         | Italien          | 3:48:52    |
| 7     | Pavol Szikora           | Tschechoslowakei | 3:49:44    |
| 8     | Arturo Bravo            | Mexiko           | 3:52:08    |
| 9     | Andrés Marín            | Spanien          | 3:52:16    |
| 10    | Gottfried De Jonckheere | Belgien          | 3:52:21    |
| 11    | Raúl González           | Mexiko           | 3:53:30    |
| 12    | Erling Andersen         | Norwegen         | 3:55:52    |
| 13    | François Lapointe       | Kanada           | 3:56:11    |
| 14    | Thierry Toutain         | Frankreich       | 3:56:34    |
| 15    | José Pinto              | Portugal         | 3:56:40    |
| 16    | Carl Schueler           | USA              | 3:57:09    |
| 17    | Marco Evoniuk           | USA              | 3:57:43    |
| 18    | Pavol Blažek            | Tschechoslowakei | 3:58:43    |
| 19    | Paul Blagg              | Großbritannien   | 3:59:55    |
| 20    | Jan Cortenbach          | Niederlande      | 4:00:10    |
| 21    | Takehiro Sonohara       | Japan            | 4:00:11    |
| 22    | Jim Heiring             | USA              | 4:03:34    |
| 23    | Alain Lemercier         | Frankreich       | 4:09:53    |
| 24    | Denis Terraz            | Frankreich       | 4:10:55    |
| 25    | Michael Harvey          | Australien       | 4:11:04    |
| 26    | Willi Sawall            | Australien       | 4:14:25    |
| 27    | Martin Archambault      | Kanada           | 4:26:03    |
| DNF   | Reima Salonen           | Finnland         |            |
| DNF   | Manuel Alcalde          | Spanien          |            |
| DSQ   | Dietmar Meisch          | DDR              |            |
| DSQ   | Waleri Sunzow           | Sowjetunion      |            |
| DSQ   | Wenjamin Nikolajew      | Sowjetunion      |            |
| DSQ   | Jorge Llopart           | Spanien          |            |
| DSQ   | Bo Gustafsson           | Schweden         |            |
| DSQ   | Vesa Puukari            | Finnland         |            |
| DSQ   | Grzegorz Ledzion        | Polen            |            |
| DSQ   | Giacomo Poggi           | Italien          |            |